# Kim Giác
Kim Giác (26 tháng 1 năm 1937 - 31 tháng 1 năm 2021) tên thật Nguyễn Thị Giác, là một nữ nghệ sĩ cải lương người Việt Nam. Bà được biết đến qua lối diễn sắc sảo và một số vai phản diện trong các vở cải lương.

## Tiểu sử
Kim Giác tên thật là Nguyễn Thị Giác, sinh ngày 26 tháng 1 năm 1937 tại Bến Tre bà là con thứ 3 trong gia đình. Khi mới bắt đầu nghiệp diễn, vì đóng vai hiền không gây tiếng vang nên bà thử sức chuyển qua đóng các vai ác, nhờ lối diễn xuất tự nhiên, thần thái và giọng hát dày uy lực, bà lại thành công với kiểu vai này.
Kim Giác được khán giả biết đến với các vai ác trên sân khấu trong các vở: Nửa đời hương phấn, Tiếng hạc trong trăng, Trăng thề vườn Thúy, Chiếc áo ân tình, Tiếng trống sang canh... Bà từng tham gia các đoàn: Thủ đô, Thanh Minh – Thanh Nga, Thống Nhất, Dạ Lý Hương, Văn công TP HCM, Sài Gòn 1...

## Gia đình
Kim Giác là vợ của NSƯT Hoàng Giang, cũng là một nghệ sĩ cải lương nổi tiếng với các vai kép độc, kép dữ. Bà kết hôn khi về chung đoàn Thủ Đô, sau khi đoàn giải tán, thì tiếp tục diễn cho gánh Thanh Minh – Thanh Nga. NSƯT Hoàng Giang qua đời năm 2003, bà cũng nghỉ hát, sống cùng con trai.  Đồng thời bà là chị của NSƯT Ngọc Hương và nghệ sĩ Ngọc Lan.

## Các vở cải lương
- Đỗ Thập Nương
- Đôi mắt người xưa
- Má hồng phận bạc
- Nửa đời hương phấn (vai bà Hai Lưng)
- Nợ tình
- Ngã rẽ tâm tình
- Tiếng hạc trong trăng
- Hoa Mộc Lan (vai Hoa phu nhân)

Và một số vở cải lương khác

## Qua đời
Năm 2008, đạo diễn Thanh Hiệp tổ chức tái diễn vở Nửa đời hương phấn ở rạp Trần Hưng Đạo. Lúc đó, Kim Giác bị bệnh nặng không thể tham gia nên Kiều Mai Lý diễn thay tiết mục của bà.
Bà qua đời vào ngày 31 tháng 1 năm 2021 tại nhà riêng ở Thành phố Hồ Chí Minh, do tuổi cao sức yếu và bệnh tật sau đó hỏa táng tại Nghĩa trang Bình Hưng Hòa.